# María Pérez González
María Pérez González (San Bartolomé de la Torre, 1985) es la primera mujer perforista en minería subterránea y artillera española y una de las primeras del mundo.

## Trayectoria
Fue la primera mujer que se matriculó en grado medio de Soldadura y Calderería en el IES Pintor Pedro Gómez de Huelva, en 2001. A continuación, volvió a ser la primera mujer matriculada en Formación Profesional de segundo grado en la rama de Construcciones de la Metalurgia, donde obtuvo el título de Técnico Superior en Construcciones de la Metalurgia.
Siempre ha trabajado en sectores masculinizados en los que llegó a vivir situaciones complicadas como que no hubiera instalaciones con vestuarios para trabajadoras. El acceso de las mujeres a la minería subterránea estuvo prohibido hasta 1996, año en que el Tribunal Constitucional permitió el acceso y cuando le ofrecieron trabajar en la mina, no dudó. Antes ya había trabajado en montaje y como operadora de planta en fábricas.
En 2019, junto a otras 6 mujeres procedentes del mundo de la minería y de la industria, fundó la asociación sin ánimo de lucro Women in Mining & Industry Spain (WIM ESPAÑA), pionera en España, cuyo objetivo es visibilizar la labor de las mujeres en estos sectores y lograr la igualdad de oportunidades.
Desde su espacio en redes sociales, La comunidad de Mara, promueve el empoderamiento de las mujeres para que accedan a la profesión que desean, impulsa la igualdad de oportunidades entre hombres y mujeres y visibiliza a mujeres referentes que trabajan en sectores tradicionalmente masculinizados.

## Reconocimientos
En 2021, recibió el segundo premio del concurso Mulle Rme 2021, que cada año celebra la Escuela de Ingeniería de Minas y Energía de la Universidad de Vigo. Este premio persigue dar visibilidad a la mujer en las actividades relacionadas con la profesión de ingeniería de minas y energía. Ese mismo año, 2021, fue una de las mujeres que recibió el premio 8M Mujeres de la Diputación Provincial de Huelva, concretamente por su presencia en el movimiento asociativo a través de WIM ESPAÑA.